# Боб Дилан: Потпуни незнанац
Боб Дилан: Потпуни незнанац (енгл. A Complete Unknown) амерички је биографски филм из 2024. Режију потписује Џејмс Манголд, који је и написао сценарио заједно са Џејем Коксом. Радња филма прати стазу успеха америчког кантаутора Боба Дилана, ког тумачи Тимоти Шаламе. Назив је настао по тексту Диланове песме Like a Rolling Stone из 1965.
Премијера је приказана 10. децембра 2024. у Лос Анђелесу. Добио је позитивне рецензије критичара и зарадио преко 140 милиона долара широм света. Амерички филмски институт и Национални одбор за рецензију филмова су га прогласили једним од 10 најбољих филмова из 2024.

## Радња
Раних 60-их, у Њујорку, у позадини живописне музичке сцене и културних преокрета, тајновити млади деветнаестогодишњак стигао је из Минесоте у Вест Вилиџ, са својом гитаром и револуционарним талентом, предодређен да промени ток америчке музике. Док, током свог успона до славе, успоставља најинтимније везе, одбија да буде стриктно дефинисан, доносећи контроверзан избор који ођекује широм света.

## Улоге
| Глумац          | Улога          |
| --------------- | -------------- |
| Тимоти Шаламе   | Боб Дилан      |
| Едвард Нортон   | Пит Сигер      |
| Ел Фанинг       | Силви Русо     |
| Моника Барбаро  | Џоун Бајз      |
| Бојд Холбрук    | Џони Кеш       |
| Ден Фоглер      | Алберт Гросман |
| Норберт Лео Бац | Алан Ломакс    |